# Neveletlenek (film, 1970)
A Neveletlenek 1970-ben készült, 1971-ben bemutatott magyar tragikomédia, amely Barry England azonos című darabja alapján készült. A tévéfilm rendezője Nemere László. A forgatókönyvet Kapás Dezső írta, a zenéjét Tamássy Zdenko szerezte.

## Szereplők
| Színész          | Szereplő          |
| ---------------- | ----------------- |
| Páger Antal      | Kovács bácsi, apa |
| Dózsa László     | Kovács bácsi fiai |
| Őze Lajos        | Kovács bácsi fiai |
| Tahi Tóth László | Kovács bácsi fiai |
| Földi Teri       | Edit              |
| Laluja Ferenc    | Öcsi              |
| Schütz Ila       | Gizi              |

További szereplők: Almássy Adrienne, Csányi János, Császár Angela, Gór Nagy Mária, Götz János, Incze Ferenc, Kőmíves Erzsi, Szabó Gabi, Zeitler Gábor